# Ultraschall-Bewegungsmelder
Der Ultraschall-Bewegungsmelder ist ein aus einem Ultraschall-Sender und-Empfänger bestehender Bewegungsmelder, der auf eine Änderung (Soll-Ist-Vergleich) der vom Melder ausgesendeten und als Reflexion empfangenen Ultraschall-Wellen (Ultraschall) im Überwachungsbereich anspricht (Doppler-Effekt), z. B. auf eine sich in diesem Bereich befindliche Person (oder Tier), und dies durch Unterbrechen der Meldelinie anzeigt (aktiver Melder).
Das überwachte Volumen hat „eiförmige“ Gestalt. Das Trägermedium der Schallwellen ist Luft. Daher dürfen Ultraschall-Bewegungsmelder nicht hinter Vorhängen, über Heizkörpern, im Bereich von Lüftungsein- oder -austritten, in der Nähe von starken Schallquellen oder im Bereich von lose aufgehängten Gegenständen (z. B. Lampen) montiert werden.